# Xanxerê
Xanxerê este un oraș în Santa Catarina (SC), Brazilia.